# 小堀巌
小堀 巌（こぼり いわお、1924年9月17日 - 2010年11月26日）は、日本の地理学者。

## 生涯
神奈川県横浜市出身。1946年（昭和21年）東京帝国大学理学部地理学科卒。1949年（昭和24年）東洋文化研究所助手、1954年（昭和29年）東京大学理学部専任講師、助教授。
講師時代の1956年（昭和32年）には、東京大学イラク・イラン遺跡調査団（団長：江上波夫）に参加した。
その後、三重大学人文学部教授、明治大学政経学部教授。1995年退任（平成7年）。国連大学教授。
2010年（平成22年）11月26日、悪性リンパ腫のため死去。

## 著書
- アンデスを越えて 牧書店、1960. 少年少女のための探検旅行
- サハラ沙漠 乾燥の国々に水を求めて 中央公論社、1962
- 死海 地の塩の現実 1963. 中公新書
- 高校地理講義 三省堂、1965.5
- 西アジア・アフリカの国々  新しい世界地理. 3 偕成社、1966
- ナイル河の文化 1967. 角川新書
- 沙漠 遺された乾燥の世界 日本放送出版協会、1973. NHKブックス
- アラビアの旅から 沙漠にて 未来社、1984.12
- 乾燥地域の水利体系 カナートの形成と展開 大明堂、1996.5. 明治大学社会科学研究所叢書

## 共編著
- アジア 付・オセアニア 多田文男共著. 三省堂出版、1955. 社会科地理文庫
- 世界の文化地理 第13-14巻 アフリカ 西野照太郎、前島郁雄共編.講談社、1964-1965
- 世界地誌ゼミナール 5 アフリカ（編）大明堂、1971
- マンボ 日本のカナート 編 三重県郷土資料刊行会、1988.9. 三重県郷土資料刊行会叢書

## 翻訳
- ソ同盟の自然改造 イワノフ・オムスキー 吉成大志共訳. 月曜書房、1952
- 東南アジア E.H.G.ドビー 古今書院、1961
- アンデス トニー・モリスン タイムライフブックス編集部編 監訳. タイムライフブックス, 1976. 未踏の大自然
- サハラ ジェレミー・スウィフト タイムライフブックス編集部編 監訳. タイムライフブックス、1976. 未踏の大自然
- ソビエトの砂漠地帯 ジョージ・セイント・ジョージ タイムライフブックス編集部編 監訳. タイムライフブックス 1976 未踏の大自然
- ニジェール ピエール・ドナン,フランソワ・ランクルノン 白水社、1978.7. 文庫クセジュ

## 参考
- 東洋文化研究所の50年　東大東文研、1991